# Rik De Voest
Rik De Voest, né le 5 juin 1980 à Milan, est un joueur de tennis sud-africain, professionnel de 1999 à 2014.

## Palmarès

### Titre en simple
En 2013, il remporte le tournoi Challenger de Rimouski face au Canadien Vasek Pospisil en deux sets (7-6, 6-4).

### Finale en simple
Aucune

### Titres en double (2)
| No | Date       | Nom et lieu du tournoi                        | Catégorie   | Surface    | Partenaire        | Finalistes                   | Score             |          |
| -- | ---------- | --------------------------------------------- | ----------- | ---------- | ----------------- | ---------------------------- | ----------------- | -------- |
| 1  | 10/09/2007 | China Open Pékin                              | Int' Series | Dur (ext.) | Ashley Fisher     | Chris Haggard Lu Yen-hsun    | 63-7, 6-0, [10-6] | Parcours |
| 2  | 23/02/2009 | The Barclays Dubai Tennis Championships Dubaï | ATP 500     | Dur (ext.) | Dmitri Toursounov | Martin Damm Robert Lindstedt | 4-6, 6-3, [10-5]  | Parcours |

### Finale en double (1)
| No | Date       | Nom et lieu du tournoi       | Catégorie | Surface    | Vainqueurs                  | Partenaire    | Score              |          |
| -- | ---------- | ---------------------------- | --------- | ---------- | --------------------------- | ------------- | ------------------ | -------- |
| 1  | 02/02/2009 | SA Tennis Open Johannesbourg | ATP 250   | Dur (ext.) | James Cerretani Dick Norman | Ashley Fisher | 67-7, 6-2, [14-12] | Parcours |

## Parcours dans les tournois duGrand Chelem

### En simple
| Année | Open d'Australie | Open d'Australie | Internationaux de France | Internationaux de France | Wimbledon       | Wimbledon   | US Open         | US Open       |
| ----- | ---------------- | ---------------- | ------------------------ | ------------------------ | --------------- | ----------- | --------------- | ------------- |
| 2007  | —                | —                | —                        | —                        | 1er tour (1/64) | M. Safin    | 2e tour (1/32)  | J. Isner      |
| 2008  | —                | —                | —                        | —                        | —               | —           | 1er tour (1/64) | R. Machado    |
| 2009  | —                | —                | —                        | —                        | —               | —           | —               | —             |
| 2010  | —                | —                | —                        | —                        | 1er tour (1/64) | J. Reister  | 1er tour (1/64) | D. Nalbandian |
| 2011  | —                | —                | —                        | —                        | 2e tour (1/32)  | F. González | —               | —             |
| 2012  | 1er tour (1/64)  | Lu Y-h.          | —                        | —                        | —               | —           | —               | —             |

N.B. : à droite du résultat se trouve le nom de l'ultime adversaire.

### En double
| Année | Open d'Australie          | Open d'Australie      | Internationaux de France      | Internationaux de France | Wimbledon                 | Wimbledon             | US Open                 | US Open                   |
| ----- | ------------------------- | --------------------- | ----------------------------- | ------------------------ | ------------------------- | --------------------- | ----------------------- | ------------------------- |
| 2004  | —                         | —                     | —                             | —                        | 1er tour (1/32) N. Healey | R. Leach B. MacPhie   | —                       | —                         |
| 2005  | —                         | —                     | —                             | —                        | —                         | —                     | —                       | —                         |
| 2006  | —                         | —                     | —                             | —                        | —                         | —                     | —                       | —                         |
| 2007  | —                         | —                     | —                             | —                        | —                         | —                     | —                       | —                         |
| 2008  | 2e tour (1/16) C. Haggard | J. Benneteau N. Mahut | 2e tour (1/16) R. Haase       | S. Darcis O. Rochus      | 2e tour (1/16) Ł. Kubot   | T. Parrott F. Polášek | 1/8 de finale A. Fisher | L. Dlouhý L. Paes         |
| 2009  | 2e tour (1/16) A. Fisher  | B. Soares K. Ullyett  | 1/8 de finale A. Fisher       | B. Bryan M. Bryan        | 1er tour (1/32) A. Fisher | L. Friedl D. Škoch    | 2e tour (1/16) R. Ram   | R. Kendrick J. Tipsarević |
| 2010  | 2e tour (1/16) S. Lipsky  | B. Bryan M. Bryan     | 1er tour (1/32) D. Toursounov | F. Čermák M. Mertiňák    | 1er tour (1/32) M. Zverev | L. Dlouhý L. Paes     | —                       | —                         |

N.B. : le nom du ou de la partenaire se trouve sous le résultat ; le nom des ultimes adversaires se trouve à droite.

### En double mixte
| Année | Open d'Australie | Open d'Australie | Internationaux de France | Internationaux de France | Wimbledon                     | Wimbledon          | US Open | US Open |
| ----- | ---------------- | ---------------- | ------------------------ | ------------------------ | ----------------------------- | ------------------ | ------- | ------- |
| 2009  |                  |                  |                          |                          | 1er tour (1/32) R. Kops-Jones | L. Huber J. Murray |         |         |

N.B. : le nom de la partenaire se trouve sous le résultat ; le nom des ultimes adversaires se trouve à droite.

## Parcours dans lesMasters 1000
| Année | Indian Wells         | Miami | Monte-Carlo | Rome | Hambourg puis Madrid | Canada | Cincinnati             | Madrid puis Shanghai | Paris |
| ----- | -------------------- | ----- | ----------- | ---- | -------------------- | ------ | ---------------------- | -------------------- | ----- |
| 2006  | —                    | —     | —           | —    | —                    | —      | 1er tour D. Nalbandian | —                    | —     |
| 2007  | —                    | —     | —           | —    | —                    | —      | —                      | —                    | —     |
| 2008  | 2e tour I. Karlović  | —     | —           | —    | —                    | —      | —                      | —                    | —     |
| 2009  | 1er tour M. Vassallo | —     | —           | —    | —                    | —      | —                      | —                    | —     |
| 2010  | —                    | —     | —           | —    | —                    | —      | —                      | —                    | —     |
| 2011  | 2e tour R. Nadal     | —     | —           | —    | —                    | —      | —                      | —                    | —     |
| 2012  | 1er tour A. Golubev  | —     | —           | —    | —                    | —      | —                      | —                    | —     |

N.B. : sous le résultat se trouve le nom de l’ultime adversaire.